# グンロズ

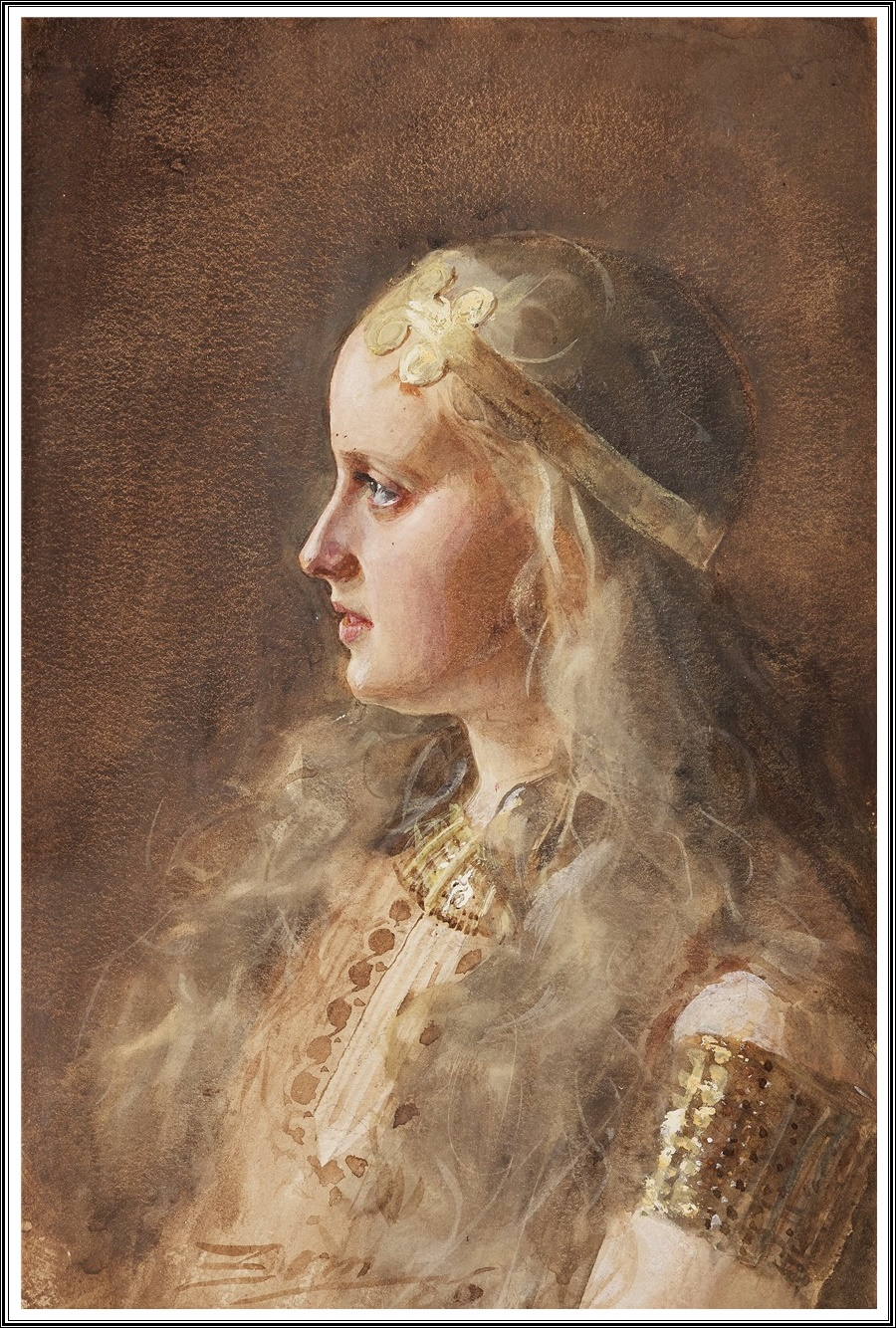
グンロズ（アンデシュ・ソーン画）。

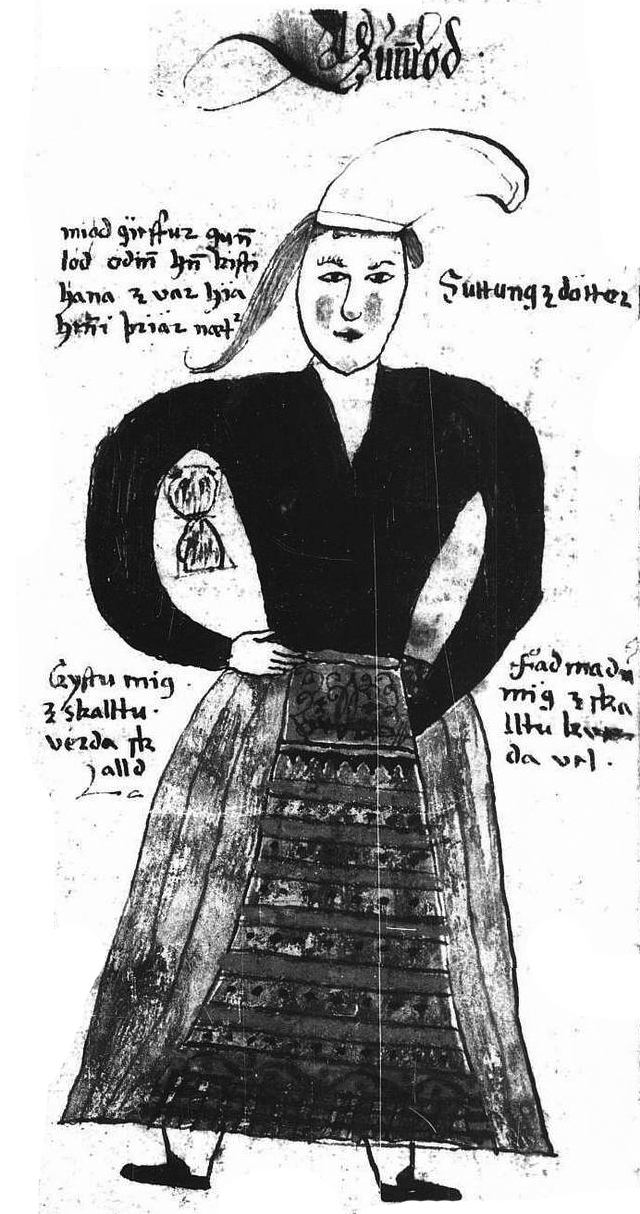
写本『AM 738 4to』に描かれたグンロズ。

北欧神話において、グンロズ、グンレズ、もしくはグンレッド（古ノルド語: Gunnlöð、英語: Gunnlod）は、巨人のスットゥングの娘である。彼女は、父が詩の蜜酒を保管した山、フニットビョルグの中の穴に見張りとして居させられた。スノッリ・ストゥルルソンが『詩語法』において伝えるところによると、彼女のもとにオーディンが来て、彼女を口説き、3夜を共にした。彼によってすっかり魅惑させられたグンロズは、とうとう蜜酒の3口分をオーディンが飲むことを許した。ところがオーディンは彼女を騙し、蜜酒全てを飲み込むとその場を逃げ去った。
しかし『古エッダ』の『高き者の言葉』第105 - 108節は、少し異なる物語を語っている。
グンロズは黄金の椅子に儂を座らせ、
儂に貴重な蜜酒をついだ。
それに対し儂からの悪い報いを彼女は得た。
彼女の素晴らしくて情熱的な愛情に対し、
彼女の思い悩むような不吉な気持ちに対し。
（略）
儂が彼女から獲得したものを、儂は上手く活用した。
戻って来て以来、儂は知恵に優れた、
オーズレリル（en）をアースガルズに運んできた、
神聖な1飲みによって。
決して儂は生きて帰って来られなかった、
残忍なトロールの庭から。
善良な女性、グンロズの助けがなければ、
その腕で儂を包んだ女性の。
物語のこの改作から、グンロズが進んでオーディンを助け、そのためオーディンがお返しに彼女の幸福を考えていたようである。